# 체인징 사이드: 부부탐구생활
체인징 사이드: 부부탐구생활(De l'autre côté du lit)는 2008년 개봉한 프랑스의 코미디 영화이다.

## 캐스팅
- 소피 마르소 - Ariane
- 대니 분 - Hugo